# Greene C. Bronson

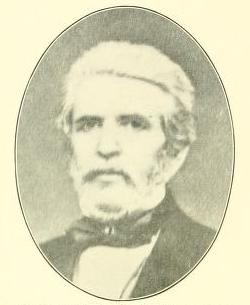
Porträt von Greene Carrier Bronson

Greene Carrier Bronson (* 17. November 1789 in Simsbury, Connecticut; † 3. September 1863 in Saratoga, New York) war ein US-amerikanischer Jurist und Politiker.

## Werdegang
Greene Carrier Bronson, Sohn von Sarah Merrill (1754–1825) und Oliver Bronson (1746–1815), einem Musiklehrer und Verleger, wurde ungefähr sechs Jahre nach dem Ende des Unabhängigkeitskrieges im Hartford County geboren. Über seine Jugendjahre ist nichts bekannt. Um 1802 zog er von Simsbury (Connecticut) nach Cazenovia (New York), welches damals noch im Oneida County lag, heute aber im Madison County liegt. Irgendwann studierte er Jura und erhielt seine Zulassung als Anwalt. Von 1819 bis 1821 war er Vormundschafts- und Nachlassrichter im Oneida County. Er saß 1822 für das Oneida County und das Oswego County in der New York State Assembly. Von 1829 bis 1836 war er Attorney General von New York. Er war dann von 1836 bis 1845 beisitzender Richter am New York Supreme Court und von 1845 bis 1847 Chief Justice. Seine Amtszeit war von der Wirtschaftskrise von 1837 und dem folgenden Mexikanisch-Amerikanischen Krieg überschattet. Er war einer der ersten vier Richter, welche 1847 in einer Nachwahl zum New York Court of Appeals gewählt wurden. 1850 wurde er Chief Judge – ein Posten, den er bis zu seinem Rücktritt 1851 innehatte. Bronson gehörte zu den Gründern der Albany Law School. 1853 wurde er zum Collector of the Port of New York ernannt. Bei den Gouverneurswahlen im Jahr 1854 kandidierte er als Barnburner für das Amt des Gouverneurs von New York. Von 1860 bis 1862 war er Corporation Counsel von New York City. Seine Amtszeit war vom Bürgerkrieg überschattet. Er verstarb 1863 in Saratoga (New York), wurde aber dann auf dem Green-Wood Cemetery in der damals noch eigenständigen Stadt Brooklyn beigesetzt.